# قرار مجلس الأمن التابع للأمم المتحدة رقم 881
مدد قرار مجلس الأمن التابع للأمم المتحدة رقم 881، المتخذ بالإجماع في 4 تشرين الثاني / نوفمبر 1993، بعد إعادة التأكيد على القرارات 849 (1993)، 854 (1993)، 858 (1993) و876 (1993) بشأن الحرب الجورجية - الأبخازية، ولاية بعثة مراقبي الأمم المتحدة في جورجيا حتى 31 يناير 1994.
وأعرب المجلس عن قلقه إزاء استمرار الأعمال العدائية بين أبخازيا وجورجيا التي تهدد السلام والاستقرار في المنطقة، ورحب بالجهود المستمرة التي يبذلها الأمين العام بطرس بطرس غالي، مبعوثه الخاص، الرئيس الحالي لمنظمة الأمن والتعاون في أوروبا وحكومة روسيا في عملية السلام بهدف التقريب بين الطرفين في أواخر نوفمبر 1993 في جنيف، سويسرا.
وجدد مطالبة الطرفين بالامتناع عن استخدام القوة وعن أي انتهاكات للقانون الدولي الإنساني، مع توقع المجلس لنتائج بعثة تقصي الحقائق التي أرسلها بطرس غالي. بعد الموافقة على استمرار وجود بعثة مراقبي الأمم المتحدة في جورجيا المؤلفة من خمسة مراقبين عسكريين وموظفي دعم كحد أقصى، بالولاية التالية:
(أ) الحفاظ على الاتصالات مع الوحدات العسكرية لأبخازيا وجورجيا وروسيا؛
(ب) رصد الحالة والإبلاغ عن التطورات المتعلقة بالجهود التي تبذلها الأمم المتحدة للتشجيع على تسوية سياسية.
ولن يتم تمديد بعثة مراقبي الأمم المتحدة في جورجيا إلى ما بعد 31 كانون الثاني / يناير 1994، إلا إذا أفاد الأمين العام بإحراز تقدم أو أن عملية السلام ستؤدي إلى إطالة أمد ولايتها. وأخيراً، طُلب من الأمين العام أن يتخذ خطوات للتمكين من نشر أفراد إضافيين ضمن القوام المأذون به أصلا لبعثة مراقبي الأمم المتحدة في جورجيا إذا سمحت الحالة على الأرض بذلك.

## روابط خارجية
- نص القرار في undocs.org